# 올레 에른스트
올레 에른스트(Ole Ernst, 1940년 5월 16일 ~ 2013년 9월 1일)는 덴마크의 배우이다.
코펜하겐에서 태어났으며 코펜하겐에서 사망하였다. 사인은 질병이다.

## 영화
- 렘브란트 (2003년)
- 오케이 (2002년)
- 악령 (1999년)
- 꿈꾸는 사람들 (1993년)
- 바나나 대소동 (1990년)
- 에피데믹 (1988년)